# Sant Climent del Castell de l'Espunyola
L'església de Sant Climent de l'Espunyola es trobava dintre el recinte del castell de l'Espunyola, situat prop del torrent de l'Espunyola, afluent a la riera de Clarà, als afores de L'Espunyola, població i municipi del mateix nom. És una obra de l'Espunyola (Berguedà) inclosa a l'Inventari del Patrimoni Arquitectònic de Catalunya.

## Descripció
L'edifici constava d'una sola nau rectangular alçada sobre la roca viva, sense absis i amb una porta a ponent. Malauradament l'edifici fou abandonat al segle xvi i aleshores començà el seu deteriorament progressiu. Actualment l'església es troba esfondrada. Segons que sembla, s'ensorrà el dia 19 d'agost del 1914 o 1915. En fotografies de principis del segle XX es pot veure que l'església era un edifici d'una sola nau, de planta rectangular, sense absis i amb la porta adovellada situada a la part sud del mur de llevant.
La nau,del segle xii, fou coberta amb volta apuntada, feta amb carreus grossos i polits, amb posterioritat, cap al segle xiii. En el mur del costat sud-est encara podem veure part del brancal de la porta d'accés, d'arc de mig punt adovellada. Al mur de tramuntana hi havia un campanar d'espadanya de doble obertura. Sembla que els murs eren llisos, mancats d'ornamentació. Encara resta una part considerable de l'estructura que permet veure l'arrencada de la volta, construïda amb carreus de mides considerables.

## Història
Fou, des dels seus orígens i construcció, l'església del castell amb funcions de parroquial. Pertanyia eclesiàsticament al bisbat d'Urgell. És documentada per primer cop l'any 922 en l'acta de consagració de l'església veïna de Sant Joan de Montdarn com un dels seus límits. L'any 950, la comtessa Adelaida de Barcelona feu donació d'un alou al monestir de Sant Joan de les Abadesses del qual seria abadessa, per a remei de les ànimes dels seus pares, Sunyer i Riquilda i la seva pròpia...«Adalaiz comitissa, filiam Suniarum comitem et Richildis chomitissam pro remedio anime...». L'alou comprenia el castell de l'Espunyola amb l'església de Sant Climent, terres, vinyes, hortes i límits...«in comitatu Berchitano quem dicunt castrum Spugnola cum ecclesia quem dicunt Sancti Clementi...».
El 958, el rei Lotari I de França confirmava els béns del monestir de Sant Miquel de Cuixà. Entre el conjunt de possessions citades hi figura dins el comtat del Berguedà, el lloc de l'Espunyola, l'església de Sant Climent amb els delmes i primícies, terres, vinyes i totes les pertinences que el monestir tenia arran de la donació feta pel comte Sunyer de Barcelona abans de morir. Cal pensar que tot l'alou de l'Espunyola, incloent-hi l'església, pertanyien als comtes de Barcelona, i a partir de la donació a Sant Joan de les Abadesses i la confirmació a Sant Miquel de Cuixà es mantingué definitivament com a possessió de Cuixà.
Tornem a tenir notícia de l'església el 1314, quan Ramon de l'Espunyola va vendre al seu oncle R. De Sant Cerni la tercera part del delme que rebia de les parròquies de Sant Climent de l'Espunyola, de Sant Pere de l'Esgleiola i dels seus termes.
En la visita al deganat del Berguedà l'any 1312 l'església no apareix com a parroquial, però es creu que va continuar mantenint-ne les funcions fins al segle xvi en què la categoria passà a la veïna capella de Sant Nicolau, que canvià la seva advocació per la de Sant Climent i fins avui és església parroquial del terme. A partir d'aquest segle i arran de la pèrdua de culte, l'església del castell inicià el seu abandonament.